# ベオグラード植物園
ベオグラード植物園またはイェヴレモヴァツ植物園（セルビア語表記: Ботаничка башта Јевремовац、アルファベット表記:Jevremovac Botanical Garden)はセルビアのベオグラードの植物園である。ベオグラード大学の施設である。
面積は4.8183ヘクタールで、約1,000の植物種、1892年に建てられた500㎡の温室があり、標本館や資料館、植物研究施設がある。

## 歴史
ベオグラードの最初の植物園は、1853年からベオグラードの学校で医学を教えた植物学者、医師のヨシフ・パンチッチの提案をセルビア公国の教育省が認め、1874年に作られ、パンチッチが最初の管理者になった。この植物園は1888年の洪水で破壊された。1889年にセルビア王国 国王ミラン1世が、祖父のイェヴレム・オブレノヴィチ（Jevrem Obrenović）から引き継いだ邸を、ベオグラードの高級学校（ベオグラード大学となるのは1905年）に植物園建設のために寄付した。国王の祖父の名前からイェヴレモヴァツ（Jevremovac）と呼ばれた。これが現在の植物園の場所である。1892年には温室が作られ、ドレスデンから運ばれた樹木が植えられ、バルカン諸国で最も美しい植物園のひとつとなった。Stevan Jaksic や Živojin Jurisicが園長を務めた。
2004年には日本庭園が作られた。

## 植物園の画像

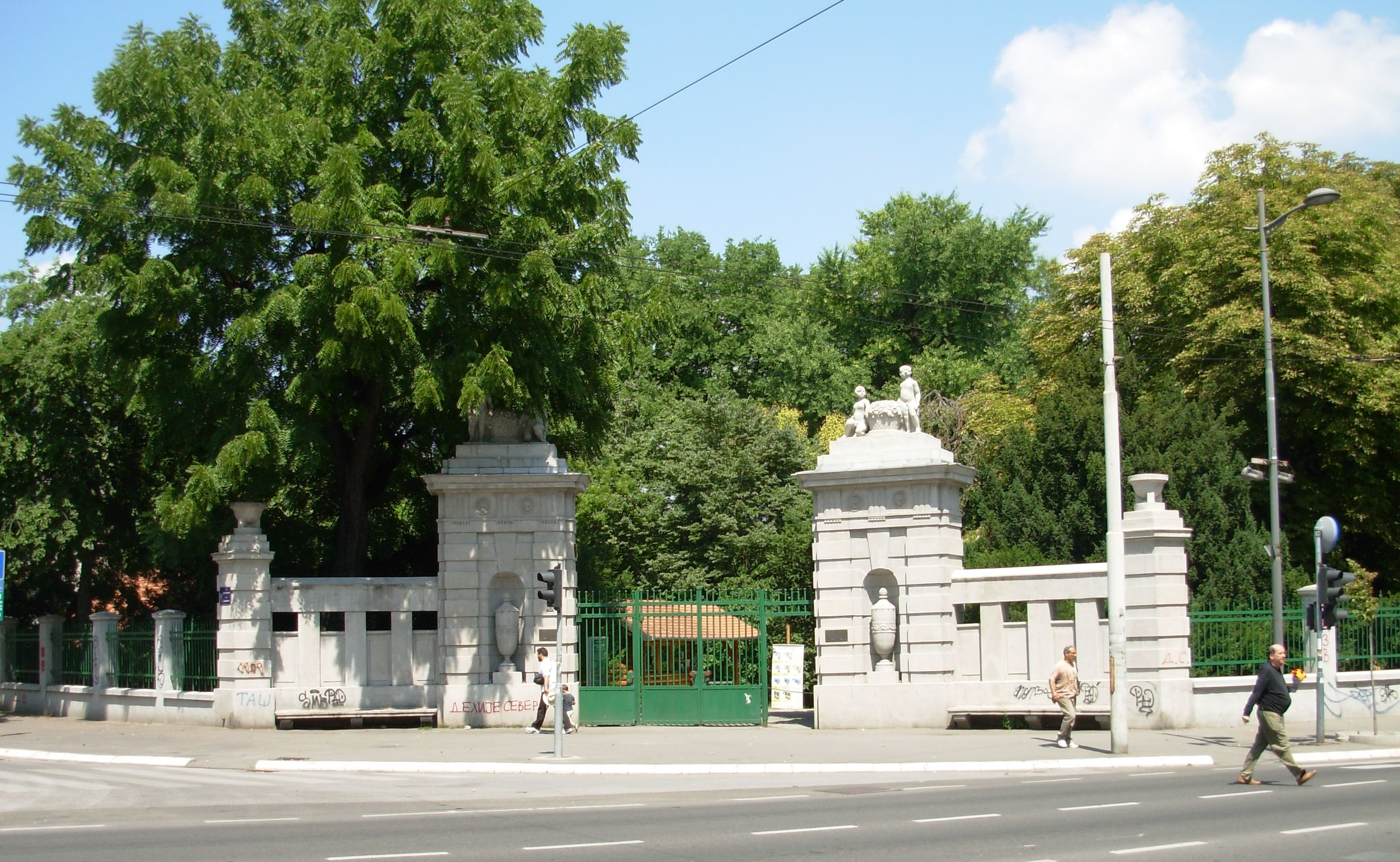
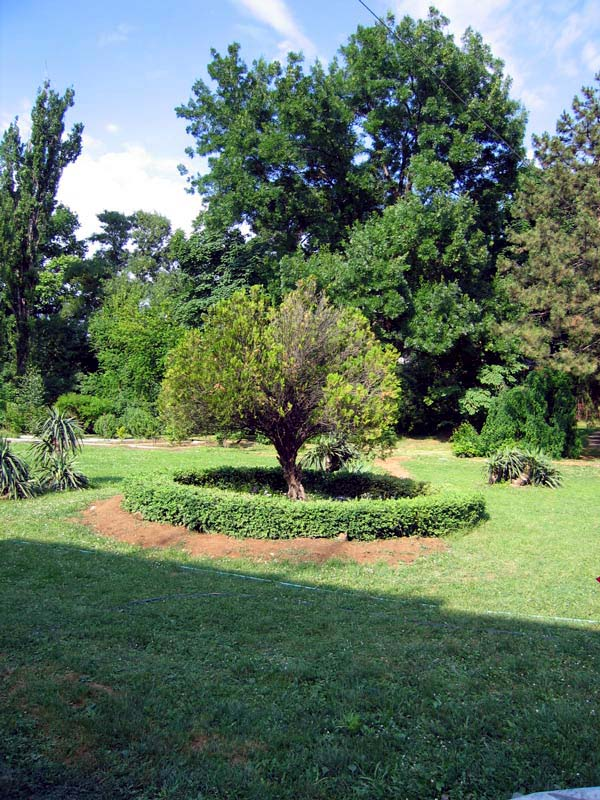
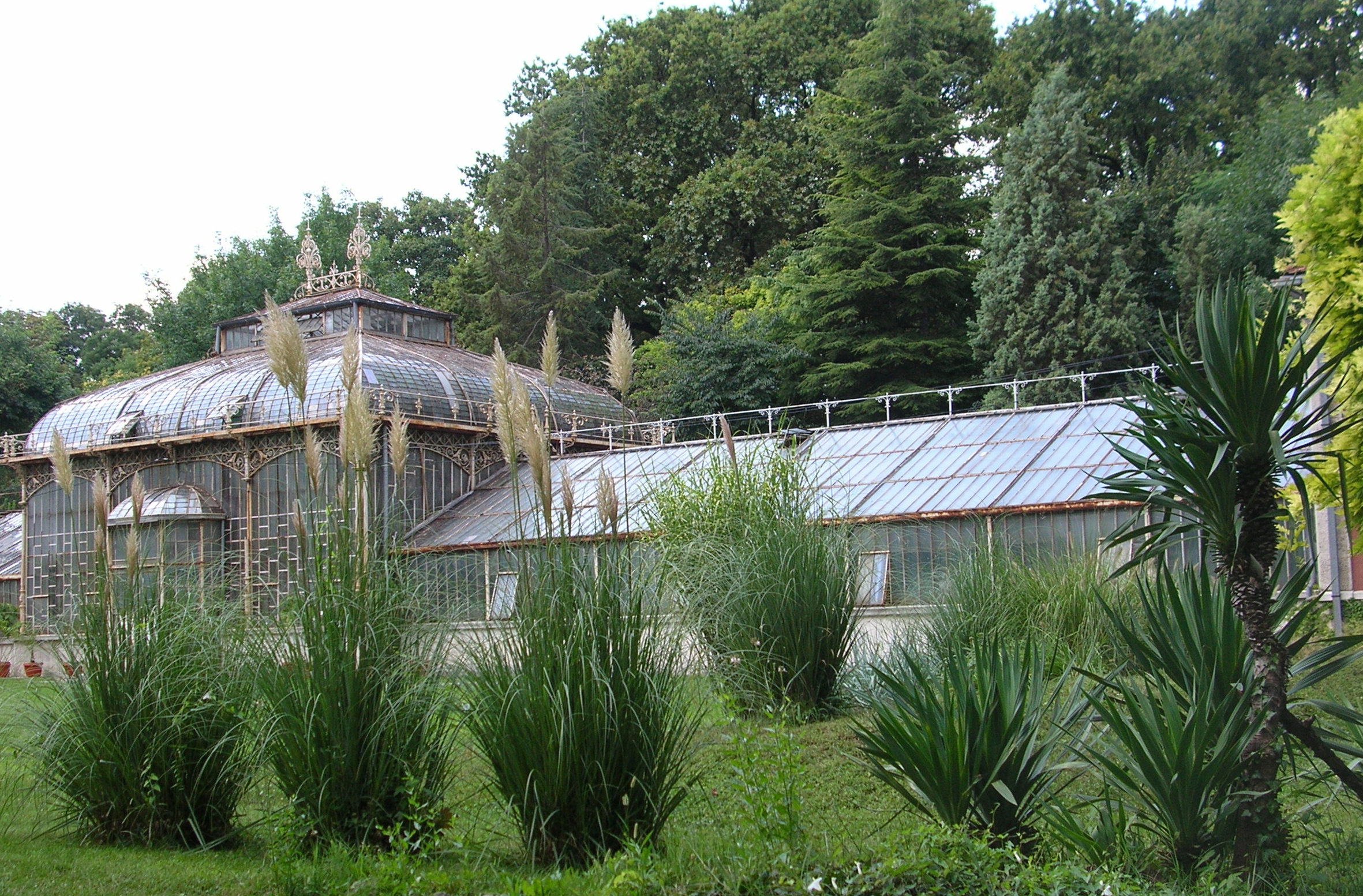
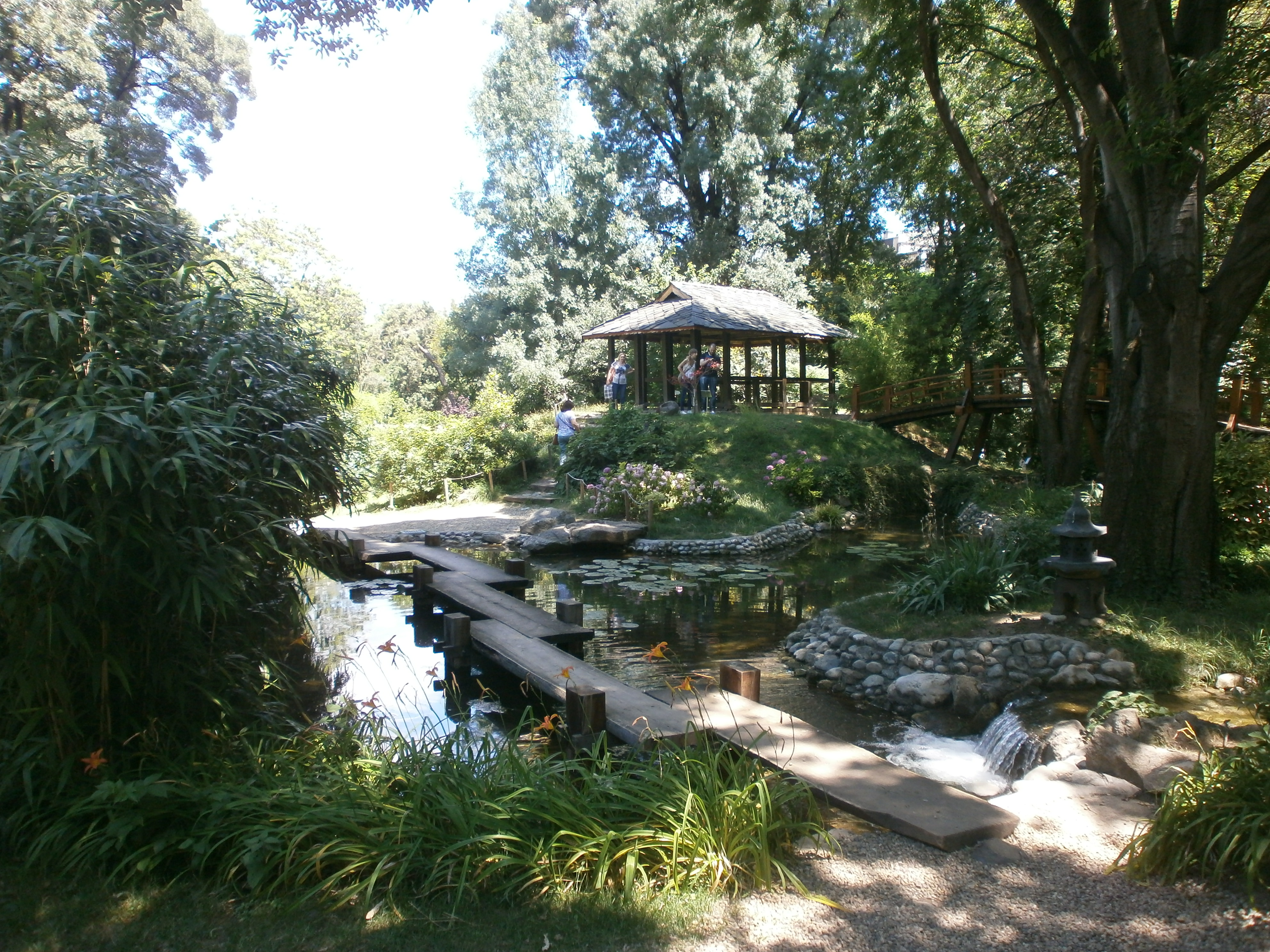
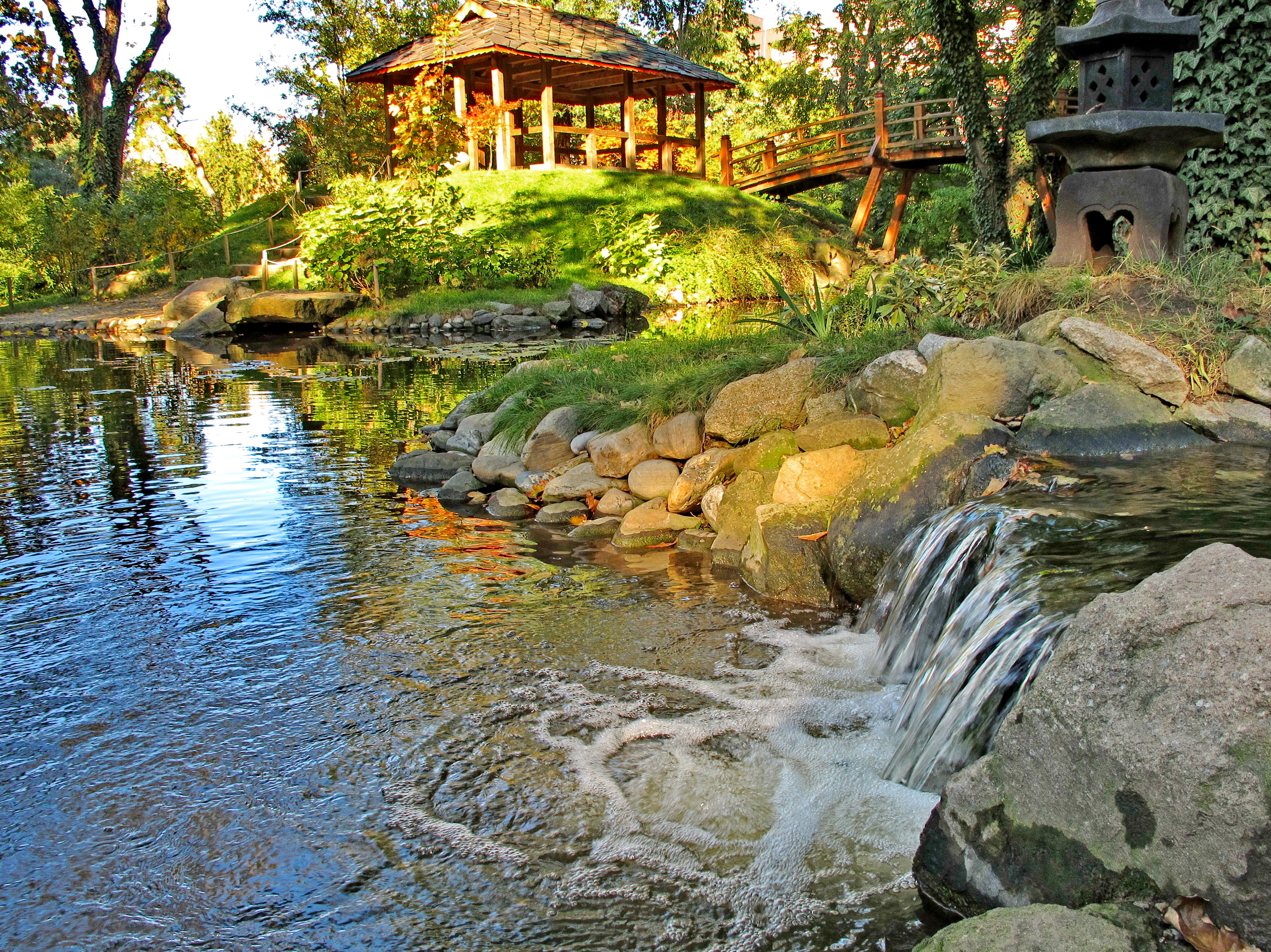